# Montagne du Cheval Blanc
Montagne du Cheval Blanc – masyw górski w Alpach Prowansalskich, części Alp Zachodnich. Leży w południowo-wschodniej Francji w regionie Prowansja-Alpy-Lazurowe Wybrzeże, przy granicy z Włochami, ok. 80 km na północny zachód od wybrzeża Morza Śródziemnego.
Zbudowany głównie z wapieni, długi na ok. 10 km grzbiet masywu w części południowej biegnie w osi północ-południe, natomiast w części północnej - w osi wschód - zachód. Jest pierwszym dużym masywem alpejskim, widocznym dla podróżnego jadącego w górę doliny Durance. Stoki w dolnych partiach porastają lasy. W górnych partiach występują rozległe hale, wykorzystywane jeszcze jako pastwiska dla owiec. Nazwa nawiązuje do widoku masywu, w którym jasne obszary hale kontrastują z ciemną zielenią lasów (fr. cheval blanc = biały koń). Najwyższy szczyt masywu nosi nazwę Cheval Blanc.
W końcu stycznia 1948 r. w masywie, w odstępie zaledwie 3 dni, wydarzyły się dwie katastrofy lotnicze samolotów C-47 Dakota i B-17, należących do US Army Air Forces. Jedynie z drugiej z nich uratowała się jedna osoba.
Masyw jest dość licznie odwiedzany przez turystów, dla których wyznakowano w nim kilka szlaków turystycznych.
W 2005 roku wybudowano na szczycie automatyczne obserwatorium astronomiczne.